# Yannick Dalmas
Yannick Dalmas, né le 28 juillet 1961 au Beausset dans le Var, est un ancien pilote moto d'enduro et automobile français. Auteur d'un modeste passage en Formule 1, il s'est surtout distingué dans les épreuves d'endurance, et a notamment remporté à quatre reprises les 24 Heures du Mans. Il est le seul pilote à avoir remporté l'épreuve avec quatre constructeurs différents.

## Biographie
Après des débuts prometteurs à moto en enduro, puis dans le championnat de Formule Renault, Yannick Dalmas remporte ce championnat l'année suivante, en totalisant sept victoires au cours de la saison. Ses bons résultats attirent l'attention d'Hugues de Chaunac, qui l'engage pour la saison 1985 dans son écurie Oreca de Formule 3, aux côtés de Pierre-Henri Raphanel. Les deux coéquipiers rafflent tout et terminent aux deux premières places du championnat. Yannick termine second. Ce n'est que partie remise, puisque la saison suivante, il remporte six des onze courses et le titre, en battant notamment Jean Alesi. En 1987, il commence la saison en Formule 3000, toujours au sein de l'équipe Oreca d'Hugues de Chaunac, et obtient de bons résultats (une pole position, deux victoires), avant que Gérard Larrousse ne lui donne l'occasion de débuter en Formule 1 sur la seconde Lola que son écurie engage spécialement pour la fin de la saison.
Yannick Dalmas débute donc en Formule 1 en cours de saison, au Grand Prix du Mexique 1987 et obtient de bons résultats pour un débutant, qui ne dispose pas, qui plus est, de la meilleure voiture : trois courses, trois qualifications et une cinquième place au Grand Prix d'Australie. Il n'a cependant pu marquer les points qu'aurait dû lui valoir sa cinquième place australienne, car obtenue sur une monoplace (la seconde Larrousse) non régulièrement engagée en championnat. Dalmas dispute la saison 1988 et la première partie de saison 1989 chez Larrousse avant de passer pour le reste de cette saison et pour la saison 1990 chez AGS, sans toutefois réussir à marquer des points, accumulant même les non-qualifications dans ces deux dernières saisons.
La saison 1991, Yannick Dalmas ne la fera pas en Formule 1. Convaincu, après trois saisons difficiles, perturbées par des maladies, qu'il ne conservera pas son volant, il ne résiste pas longtemps aux yeux doux que lui fait Peugeot pour courir sur la 905 en Sport-prototypes. Associé à l'ancien champion du monde de Formule 1 Keke Rosberg, Dalmas brille dès sa première saison en remportant deux manches du championnat du monde. En 1992, Il sera associé à l'ancien pilote de Formule 1 Derek Warwick et cette paire d'anciens pilotes de F1 va offrir à l'écurie française, dirigée alors par Jean Todt, les titres de champion du monde pilotes et constructeurs. Yannick et Derek s'imposeront à Silverstone, à Suzuka et surtout aux 24 Heures du Mans (associés à Mark Blundell).
En 1993, la faillite du championnat oblige Peugeot à ne faire courir ses 905 qu'au Mans, où Yannick (associé à Teo Fabi et Thierry Boutsen) obtiendra une belle deuxième place derrière l'autre Peugeot officielle. En parallèle, Dalmas dispute le championnat de France de Supertourisme pour Peugeot dans lequel il signera trois victoires en deux ans. En 1994, Yannick renoue aussi avec la victoire aux 24 Heures du Mans associé à Hurley Haywood et Mauro Baldi, sur Dauer 962 LM.
C'est alors que la Formule 1 réapparaît pour Yannick en 1994 lorsque Gérard Larrousse fait appel à lui pour les Grand Prix d'Italie et du Portugal, qui sera sa dernière course disputée en Formule 1. Il a participé en tout à 24 Grands Prix sans marquer de points au championnat du monde.
En 1995, il intègre le Team Joest et court dans le championnat allemand DTM. C'est l'année où il remporte sa troisième victoire au Mans au volant d'une McLaren F1 GTR associé à l'ancien pilote de Formule 1 finlandais J.J. Lehto et Masanori Sekiya.
En 1996, toujours au sein de la même écurie, il participe au championnat ITC. Les deux saisons suivantes, il dispute le championnat FIA GT sur une Porsche du Roock Racing et remporte la victoire aux 12 heures de Sebring 1997 avec une Ferrari 333 SP.
En 1999, Dalmas est engagé par BMW dans le championnat ALMS, en même temps que Joachim Winkelhock et Pierluigi Martini. Le trio l'emporte aux 24 Heures du Mans (quatrième victoire pour Dalmas).
Actuellement, Yannick Dalmas développe un projet qui consiste à construire un pôle permettant d'enseigner la conduite indépendamment du circuit Paul Ricard.

## Résultats hors F1
- 1982 Marlboro Cherche un Pilote scheme, 1er
- 1983 Championnat de France de Formule Renault, 3e
- 1984 Championnat de France de Formule Renault, 1er, 7 victoires (Martini Mk41)
- 1985 Championnat de France de Formule 3, 2e avec ORECA.
- 1986 Championnat de France de Formule 3, 1er, 6 victoires avec ORECA (Martini Mk49)

1er à la course de F3 de Monaco
Championnat international de Formule 3000, 1 course avec ORECA (March 86B).
- 1987 Championnat international de Formule 3000, 5e, 20 points, 2 victoires avec ORECA (March 87B)
- 1991 Championnat du monde des voitures de sport, 13e, 40 points avec Peugeot Talbot Sport (Peugeot 905)
- 1992 Championnat du monde des voitures de sport, 1er, 3 victoires incluant Le Mans, 98 points avec Peugeot Talbot Sport (Peugeot 905)
- 1993 Championnat de France de Supertourisme, 9e avec Peugeot Talbot Sport (Peugeot 405)

2e au Mans avec Peugeot Talbot Sport (Peugeot 905)
- 1994 Championnat de France de Supertourisme, 4e, 3 victoires, 204 points avec Peugeot Talbot Sport (Peugeot 405)

1er au Mans (Dauer 962 LM)
- 1995 DTM avec Joest Racing (Opel Calibra)

1er au Mans (McLaren F1 GTR)
- 1996 ITC, 17e, 33 points avec Joest Racing (Opel Calibra)

3e au Mans (Porsche 911 GT1)
- 1997 FIA GT, 13e, 19 points avec Roock Racing (Porsche 911 GT1)

Abandon au Mans et aux 24 Heures de Daytona
1er aux 12 Heures de Sebring (Ferrari 333 SP)
- 1998 FIA GT, 5e, 27 points (Porsche 911 GT1-98)

Abandon au Mans, à Daytona et à Petit Le Mans 1998
- 1999 1er au Mans avec BMW Motorsport (BMW V12 LMR)

Abandon à Sebring
- 2000 Abandon au Mans avec ORECA (Chrysler Reynard 2KQ-LM)
- 2001 European Le Mans Series et Le Mans avec ORECA (Chrysler LMP)
- 2002 7e au Mans avec Team Goh (Audi R8)

## Résultats en championnat du monde de Formule 1
| Saison | Écurie                                             | Châssis                         | Moteur                                                            | Pneus    | GP disputés | Points inscrits | Classement |
| ------ | -------------------------------------------------- | ------------------------------- | ----------------------------------------------------------------- | -------- | ----------- | --------------- | ---------- |
| 1987   | Larrousse & Calmels F1                             | Lola LC87                       | Ford-Cosworth V8                                                  | Goodyear | 3           | 0*              | Nc.        |
| 1988   | Larrousse & Calmels F1                             | Lola LC88                       | Ford-Cosworth V8                                                  | Goodyear | 13          | 0               | Nc.        |
| 1989   | Larrousse & Calmels F1 Équipe Larrousse AGS Racing | Lola LC88B Lola LC89 JH23C JH24 | Lamborghini V12 Lamborghini V12 Ford-Cosworth V8 Ford-Cosworth V8 | Goodyear | 1           | 0               | Nc.        |
| 1990   | AGS Racing                                         | JH24 JH25                       | Ford-Cosworth V8                                                  | Goodyear | 5           | 0               | Nc.        |
| 1994   | Tourtel Larrousse F1                               | LH94                            | Ford-Cosworth V8                                                  | Goodyear | 2           | 0               | 35e        |

- En 1987, Yannick Dalmas finit 5e du Grand Prix d'Australie mais ne récolte pas les deux points de cette place car son équipe Larrousse n'a pas enregistré sa voiture pour le championnat car celle-ci ne fera que quelques courses dans la saison.

## Résultats aux 24 Heures du Mans

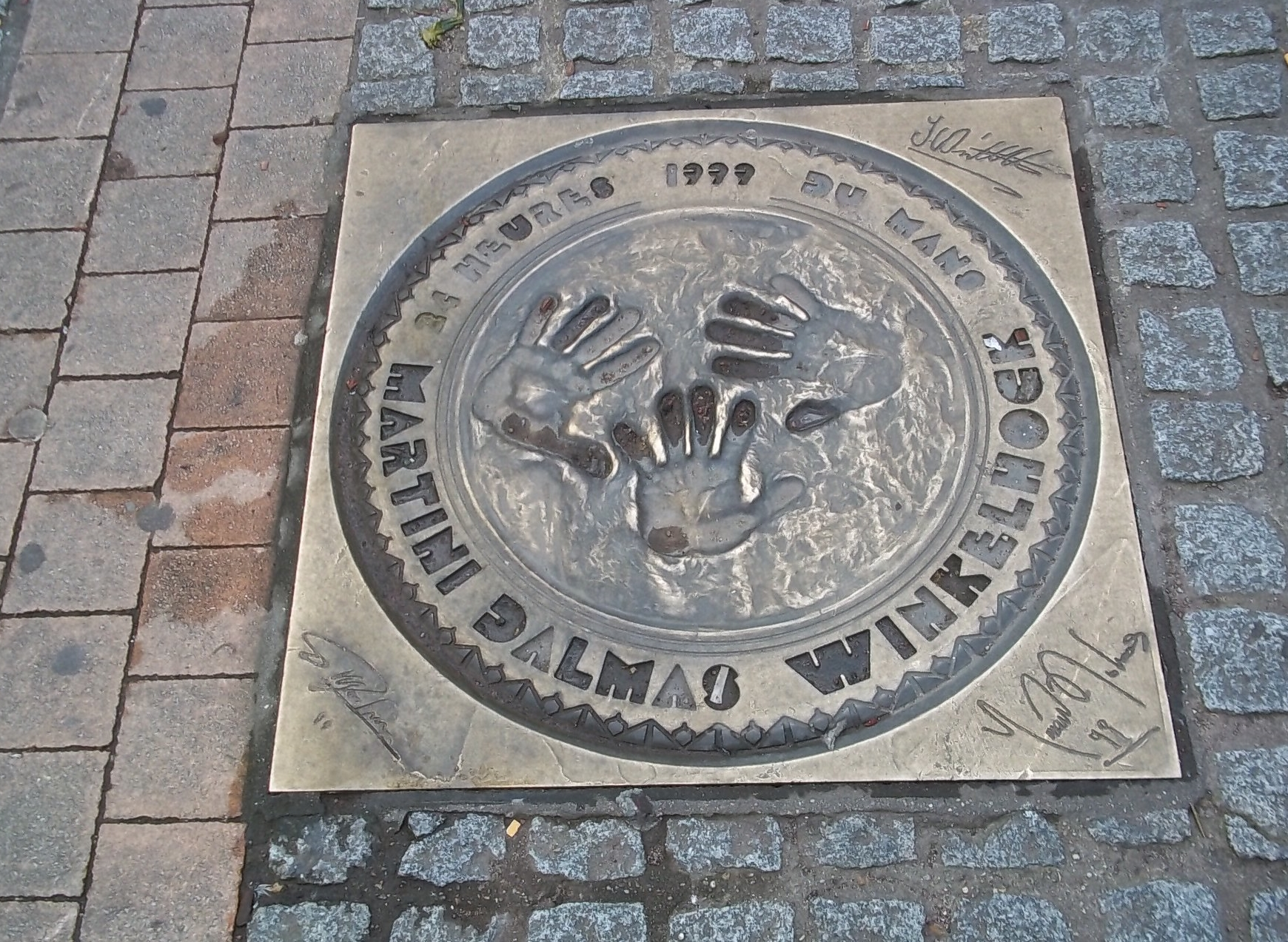
Plaque des empreintes des vainqueurs des 24 heures 1999 - Walk of fame - Le Mans

| Année | Voiture              | Équipe                    | Équipiers                                | Résultat  |
| ----- | -------------------- | ------------------------- | ---------------------------------------- | --------- |
| 1991  | Peugeot 905          | Peugeot Talbot Sport      | Pierre-Henri Raphanel / Keke Rosberg     | Abandon   |
| 1992  | Peugeot 905          | Peugeot Talbot Sport      | Mark Blundell / Derek Warwick            | Vainqueur |
| 1993  | Peugeot 905          | Peugeot Talbot Sport      | Thierry Boutsen / Teo Fabi               | 2e        |
| 1994  | Porsche 962 Dauer    | Joest Racing              | Mauro Baldi / Hurley Haywood             | Vainqueur |
| 1995  | McLaren F1 GTR       | Kokusai Kaihatsu Racing   | Jyrki Järvilehto / Masanori Sekiya       | Vainqueur |
| 1996  | Porsche 911 GT1      | Porsche AG                | Scott Goodyear / Karl Wendlinger         | 3e        |
| 1997  | Porsche 911 GT1      | Porsche AG                | Emmanuel Collard / Ralf Kelleners        | Abandon   |
| 1998  | Porsche LMP1-98      | Porsche AG                | Michele Alboreto / Stefan Johansson      | Abandon   |
| 1999  | BMW V12 LMR          | BMW Motorsport            | Pierluigi Martini / Joachim Winkelhock   | Vainqueur |
| 2000  | Reynard 2KQ LM-Mopar | Team Oreca                | Jean-Philippe Belloc / Nicolas Minassian | Abandon   |
| 2001  | Chrysler LMP         | Team Oreca                | Franck Montagny / Stéphane Sarrazin      | Abandon   |
| 2002  | Audi R8              | Audi Sport Japan Team Goh | Seiji Ara / Hiroki Katoh                 | 7e        |